# Canal do Impernal
O Canal do Impernal é uma bifurcação fluvial e canal natural, com a aproximadamente 18,6 km de extensão, que joga águas do rio Mansoa no rio Geba, sendo o marco formador do início do estuário do Geba, além de também ser o formador da ilha de Bissau. O canal é a fronteira natural entre as regiões de Biombo e Oio e entre Oio e o Sector Autónomo de Bissau.
Suas margens são alagadiças tendo grande proveito para práticas agrícolas. Secas registradas nas décadas de 1950 e 1960 trouxeram grandes problemas à população bissauense.
Porém o canal chegou a ser fechado em 1975 para a ligação rodoviária do Biombo com o Oio, no que se tornou a Estrada Nacional nº 1 (N1). Reparos posteriores religaram o canal.